# 複数政党制民主主義運動
複数政党制民主主義運動（ふくすうせいとうせいみんしゅしゅぎうんどう、英語：Movement for Multi-party Democracy, MMD）は、ザンビアの中道左派政党。

## 結党とMMD政権成立
ザンビアは1964年10月24日の独立以来、初代大統領のケネス・カウンダ率いる統一民族独立党(UNIP)の支配下にあったが、慢性的な食糧難や経済的苦境、更にはUNIP一党制のもとでの汚職・腐敗などにより、次第にUNIPに対する不満が募っていった。1980年代からストライキや暴動が相次ぐ中、他の政治組織と同盟し、UNIPを排除した政権樹立の中心的な地位を占めたのが、フレデリック・チルバである。チルバは反カウンダの旧UNIPメンバーや労働組合の支持を得て勢力を拡大、カウンダに対し、複数政党制の導入を求める急先鋒となった。国際社会からの圧力もあり、1990年、カウンダ政権は複数政党制導入を認めた新憲法を制定。それに伴ってチルバは複数政党制民主主義運動(MMD)を結党、UNIP体制に対する最有力野党として機能することとなった。
1991年、独立後のザンビアとしては初となる複数政党制の大統領選で、チルバは81%の得票を得てカウンダを圧倒。また同時に行われた議会(定数158)選でも、MMDは直接選挙枠150議席中125議席を獲得し、政権交代が実現した。
大統領就任後、チルバは多額の債務を抱える世界銀行や国際通貨基金(IMF)の指導の下、経済の自由化を推進した。主要産業である鉱業(特に銅)において、その傾向は顕著に見られた。政治的にも、UNIPの一党制廃止で更なる民主化の実現が期待されたが、政権に就いたMMDは強権姿勢を強め、UNIPを含む野党を弾圧した。それに対し、イギリスやデンマークなど先進国の一部は、ザンビアに対する援助を停止している。

## チルバへの反発
チルバ政権の任期満了が近づいたころには、強権支配に反発した有力者多数がMMDを離反し、党の分断が進んだ。また依然としてUNIPも影響力の強い野党として活動していた。政権存続を危ぶんだチルバ政権は、野党候補を振るい落とすため、露骨な制度変革を実施。両親がザンビア生まれでない人物は大統領にはなれないようにするなど、カウンダ(両親はマラウイ生まれ)に対する封じ込めは特に厳しかった。これに反発したUNIPなど野党陣営は選挙をボイコット。結局、1996年の議会選ではMMDが150議席中131議席を獲得して圧勝。大統領選でもチルバが再選された。
1997年10月28日にはチルバ率いるMMD政権の転覆を狙う反乱軍「救国評議会」によるクーデターが発生したが、鎮圧に成功した。UNIPのカウンダやザンビア民主会議のディーン・ムンゴンバなど野党指導者多数が、クーデター関与の容疑で逮捕された。だが強権支配体制を緩めないチルバに対し、次第にMMD内からも反チルバの動きが見え始めるようになった。
2001年初め、チルバ支持者がデモを実施。3選を禁じた憲法規定の改正とチルバ続投を求めた。だが野党に加え、MMDメンバーの多くもチルバ続投に否定的な態度を貫き、憲法改正は実現されなかった。

## チルバからムワナワサへ
2001年12月27日に大統領選が実施され、MMDからはチルバから後継指名を受けた元副大統領のレヴィー・ムワナワサが出馬し、当選した。だが得票率はわずか29.1%に留まり、2位で国家開発統一党(UPND)候補のアンダーソン・マゾカに27.2%と、あわや落選というところまで迫られた。議会選でもMMDは第一党の座を保ったが、150議席中69議席と、前回の半分近くにまで議席を減らした。
ムワナワサ政権では、それまでの強権支配体制は見直され、ザンビア国民の貧困状態についてムワナワサ自身が謝罪。また2002年7月よりチルバ前政権下での腐敗の追及を開始した。2003年にはチルバが公金横領などの容疑で訴追され(チルバは容疑を否認)、ムワナワサ政権が前政権の「負の側面」を清算していく姿勢を示した。またIMFの支持に基づき、閣僚、官僚の給与を30%カットするなど、支出削減政策でも成果を挙げた。

## 近年の動向
2006年9月28日の大統領選で、ムワナワサは得票率43%で再選、2位で愛国戦線(PF)候補のマイケル・サタに10ポイント以上の差をつけた。議会選でも150議席中72議席と、前回よりも3議席増の議席を獲得し、第一党を維持した。だが前政権の糾弾により政権を維持してきた部分が大きく、ムワナワサ自身の政権運営には批判も多い。MMDの長期政権に対する国民や国際社会からの圧力に対処し、困窮した経済状況を回復させることが、第二期ムワナワサ政権の政策の中心とされた。しかし2008年8月19日にムワナワサが急死し、副大統領のルピヤ・バンダが大統領に昇格。同年10月の大統領選挙で勝利し正式に第4代大統領となったが、2011年の大統領選挙でPFのサタに敗北、20年に及んだMMD長期政権は終わった。